# Hypambadra speculigera
Hypambadra speculigera är en fjärilsart som beskrevs av Sergius G. Kiriakoff 1974. Hypambadra speculigera ingår i släktet Hypambadra och familjen tandspinnare. Inga underarter finns listade i Catalogue of Life.